# Định An, Gò Quao
Định An là một xã cũ thuộc huyện Gò Quao, tỉnh Kiên Giang, Việt Nam.

## Địa lý
Xã Định An nằm ở phía bắc huyện Gò Quao, có vị trí địa lý:
- Phía đông giáp xã Vĩnh Hòa Hưng Bắc và xã Vĩnh Hòa Hưng Nam
- Phía tây giáp xã Định Hòa
- Phía nam giáp thị trấn Gò Quao và xã Vĩnh Phước B
- Phía bắc giáp huyện Giồng Riềng.

Xã Định An có diện tích 36,10 km², dân số năm 2020 là 17.992 người, mật độ dân số đạt 498 người/km².
Xã Định An có chợ và khu dân cư Bình An là dự án xây dựng có quy mô lớn của huyện Gò Quao nằm ở Quốc lộ 61 gần trung tâm bưu điện Sóc Ven (đang xây dựng).

## Hành chính
Xã Định An được chia thành 11 ấp: An Bình, An Hiệp, An Hòa, An Hưng, An Lợi, An Minh, An Phong, An Thọ, An Thuận, An Trung, An Trường.

## Lịch sử
Sau năm 1975, Định An là một xã thuộc huyện Gò Quao.
Ngày 27 tháng 9 năm 1983, Hội đồng Bộ trưởng ban hành Quyết định số 107-HĐBT về việc chia xã Định An thành 2 xã lấy tên là xã Định An và xã Tân Hoà Lợi.